# ビッチ学園が清純なはずがないっ!!?
『ビッチ学園が清純なはずがないっ!!?』（びっちがくえんがせいじゅんなはずがない）は、 2017年11月24日にonomatope*raspberryから発売されたアダルトゲームである。

## 概要
ビッチシリーズの第3作にして最終作と銘打たれた本作は、巨根を持つ主人公が女性たちを虜にしていく様子を描いたアドベンチャーゲームである。
本作は、ヒロインたちの特殊性癖と弱点を暴くことに重きが置かれているほか、視点がヒロインに切り替わる場面がある。
2018年9月14日にはホビボックスのホビコレDからDVD-PG版が発売されたほか、2019年3月29日には同社のショーテンからOVA版が発売される予定である。

## あらすじ
清楚さで知られるミッション系の名門校・奄美聖母学園に、前理事長の息子である奄美八朔ら10人の男子生徒がの共学化テスト生として編入する。
だが、女子生徒たちからの苛烈な嫌がらせにより、テスト生たちは次々と転校してしまう。
一人残された八朔もまた、身体検査という名目で身ぐるみをはがされてしまい、恥ずかしさのあまり射精してしまう。
彼の巨根を目の当たりにした女子生徒たちは、様々な感情をもって興味を抱きはじめた。
そこへ、八朔の姉・苺桜が帰国し、事態はさらに大きな変化を見せるのであった。

## 登場人物
奄美八朔
本作の主人公で、前理事長夫妻（故人）の息子。
奄美 苺桜 （あまみ まお）
声：なつめ美南海
八朔の姉で、海外に留学しており、留学先では弟を想いながら自慰を繰り返していた。
弟を溺愛しており、弟を偉大な存在にするため、身体検査の一件の後は弟の陰茎を象ったディルドを発売するといった活動をしている。
奄美 愛梨 （あまみ あいり）
声：ありかわ真奈
八朔の妹。
幼少時から病弱故友人が少なく、世話をしてくれた兄に対する依存心が強い。
帯広 らいち （おびひろ らいち）
声：八ッ橋きなこ
愛梨の親友である令嬢。育ち故男性に対する不信感が強く、八朔に対して冷たく接する。
花巻 杏莉子 （はなまき ありす）
声：風花ましろ
奄美きょうだいのいとこで、八朔のクラスのクラス委員長も務める女子生徒。幼少時、八朔からの愛の告白を断った過去があり、その後八朔が自分を差し置いて姉妹と仲睦まじくしていることに関して不愉快に思っている。
母である理事長・梅衣からの命令で八朔に嫌がらせをしているが、自身からの好意に気付いた八朔によって逆に救われる。
龍ケ崎 柚月 （りゅうがさき ゆづき）
声：蓬かすみ
学園の現生徒会長。かつて学園一の座を争った苺桜の弟である八朔に興味を抱いている。基本的にはサディストだが、生理が近づくとマゾヒズムと露出癖が強くなり、そのようなときは夜中に校舎を全裸で歩いている。
成田 茱萸 （なりた ぐみ）
声：綾音まこ
龍ケ崎家の従者の一族に生まれた少女。主人である柚月の夜中の校舎散策に付き合っているものの、実際は柚月のことを嫌っており、柚月の趣味を八朔に暴露した。
また、身体検査の一件の後、八朔の陰茎を「おちんぽ様」と呼んで気に入っている。
隠岐 心桃鈴 （おき ことり）
声：新堂真弓
学園に通う女子生徒。敬虔な家庭に反発してけんかや夜遊びといった問題行動を起こしているが、臆することなく相手に対してはっきりと物を言う姿勢をとっており、これが八朔の興味を引くこととなる。
能登 まろん （のと まろん）
声：大野まりな
学園に通うギャル。頭が悪く卑猥な言葉で興奮する傾向にあるため、実の親によって学園に入れられたという経緯がある。
その一方、強い個性を放つ心桃鈴を尊敬している。
隠岐 棗 （おき なつめ）
声：月森ねね
心桃鈴の姉で、八朔らのクラスの担任も務める修道女。厳格な態度をとるものの、基本的には中立的な立場をとっている。
敬虔な家庭に生まれ育ったため、妹の反発に対して理解できずにいる。
また、今まで真面目に生きてきたため、若干自らの気持ちを素直に伝えるのが苦手であり、甘えたいという想いから赤ちゃんプレイへの愉しみに目覚めてしまう。
花巻 梅衣 （はなまき めい）
声：波野夏花
杏莉子の母で、奄美きょうだいの母親の妹であり、姉夫婦亡き後は学園の理事長を務めている。幸せそうな姉と、自らが寝取った姉の夫が自分のものにならないことに対して憎しみを抱く一方、その息子である八朔に面影を重ねている。
娘を利用してまで様々な策を実行するも、学園中の監視カメラに写されたセックス映像を自らの自慰のおかずに使うという性癖が生徒の保護者達に露見して窮地に陥る。

## 開発
本作はビッチシリーズの最終作として制作され、できるだけたくさんのネタが詰め込まれた。
当初は前2作から関連させる形で、「ビッチ家族」というタイトル案があったが、流通側から人気が出ないであろうことを理由に反対され、「ヒロインは学生であることが望ましい」という流通側の要望から、学生要素を前面に押し出す形で「ビッチ学園」というタイトルに決定した。
プロデューサーであるMOKAは「女にいじめられていた主人公が反撃してのし上がる」というシチュエーションは前2作から継続することを考えており、本作では「主人公が女子校に一人だけ残される」というシチュエーションを用意するために、冒頭で他のテスト生が主人公に別れを告げるという場面を用意した。
前作でグループエンドを取り入れたところ、ゲームの構成上すべてのキャラクターとかかわる必要があったこともあり、全ルートを攻略するというユーザーが相次いだため、本作でもグループエンドが導入された。

### ビジュアル
MOKAは、本作に登場する奄美聖母学園の制服のデザインについて、「当初流通側から制服のデザインを地味にしてほしいと言われたが、こちらから胸を強調したデザインを提案したところ即決したため驚いた。」とGame Headlineとのインタビューの中で振り返っている。

## 主題歌
オープニングテーマ『お嬢様は羊の皮かぶりッ!?』
編曲：根本克則/ 作曲：薬師るり/歌・作詞：新堂真弓
エンディング『気分は最高潮！』
編曲：根本克則/作詞・作曲・歌：薬師るり

## 反響

### 評価
ほしざきしんやはGame-Styleに寄せたレビューの中で、シナリオの完成度について評価し、ところどころに入る暗い設定が主人公の巨根で吹き飛ばす一種のアクセントとしてゲーム全体を引き締める要素となったと述べている。